# (3580) Avery
(3580) Avery est un astéroïde de la ceinture principale.

## Description
(3580) Avery est un astéroïde de la ceinture principale. Il fut découvert le 15 février 1983 à la station Anderson Mesa par Norman G. Thomas. Il présente une orbite caractérisée par un demi-grand axe de 2,85 UA, une excentricité de 0,24 et une inclinaison de 3,4° par rapport à l'écliptique.

## Compléments